# 川南村 (岡山県)
川南村（かわなみむら）は、岡山県真庭郡にあった村。現在の真庭市草加部、神、惣、富尾に当たる。

## 歴史

### 村名について
川南の川とは、この場合、旭川のことである。これは、同様に真庭郡に存在した川西村や川東村を含め、それぞれが旭川の南、西、東に位置することからわかる。

### 沿革
- 1889年（明治22年）6月1日 - 町村制施行に伴い草加部村、神村、惣村、富尾村が合併、真島郡川南村となる。大字惣に役場を置く。
- 1900年（明治33年）4月1日 - 真島郡が大庭郡と合併し、真庭郡となる。川南村は真庭郡所属となる。
- 1904年（明治37年）6月1日 - 川南村が真庭郡久世町に編入される。同日川南村は廃止。

## 大字
現在は真庭市の大字として継承されている。
- 草加部（くさかべ） 〒719-3205
- 神（こう） 〒719-3206
- 惣（そう） 〒719-3204
- 富尾（とみのお） 〒719-3203